# Lalouvesc
Lalouvesc è un comune francese di 506 abitanti situato nel dipartimento dell'Ardèche della regione dell'Alvernia-Rodano-Alpi.
Vi si trova il santuario-basilica di Saint-Jean-François Régis, che conserva il corpo del missionario gesuita Giovanni Francesco Régis: presso la chiesa, Teresa Couderc fondò la comunità da cui ebbe origine la congregazione delle Suore di Nostra Signora del Ritiro al Cenacolo.

## Società

### Evoluzione demografica
Abitanti censiti